# Vechtstreek

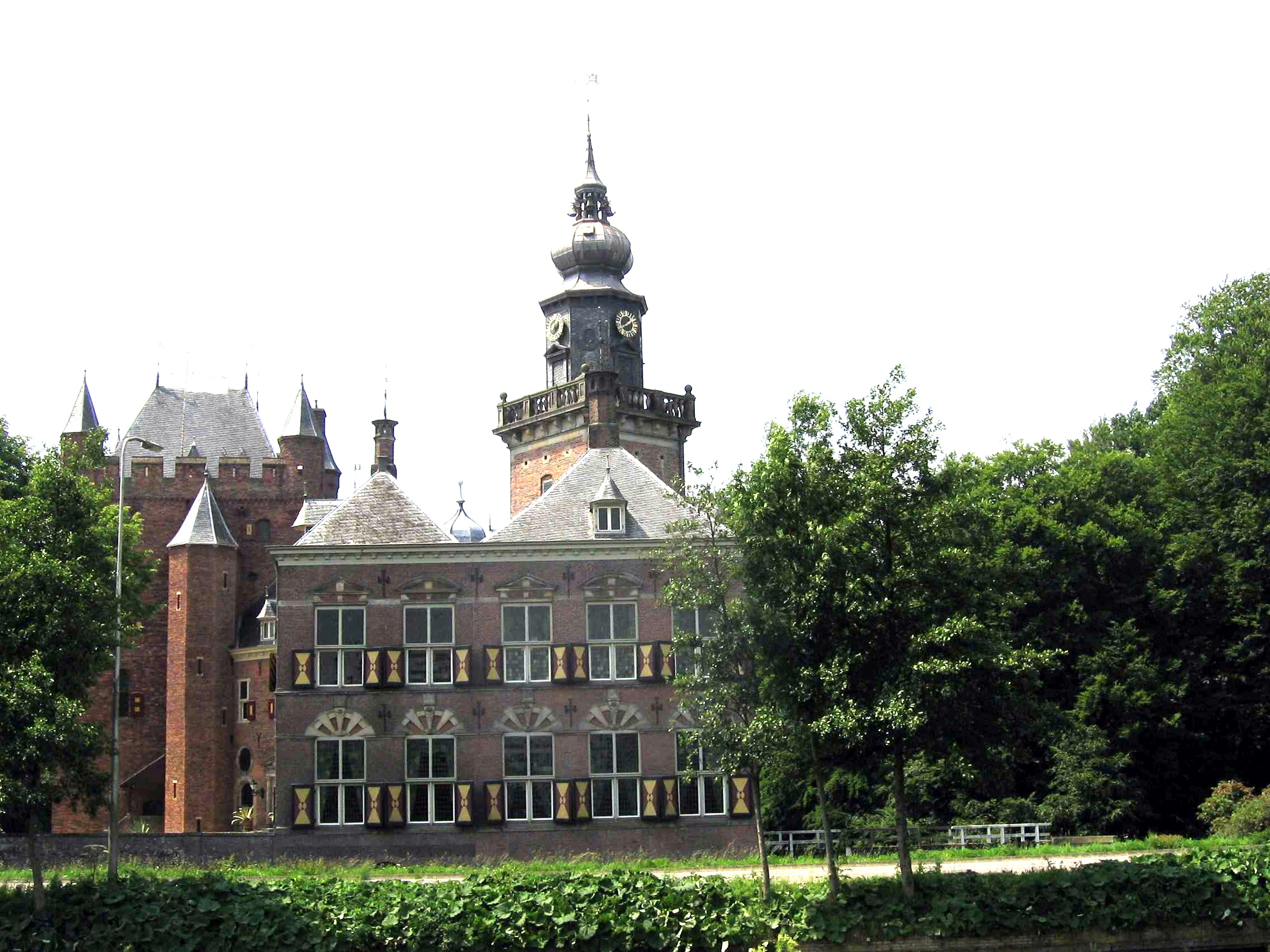
Kasteel Nijenrode, een van de fraaiste kastelen in de Vechtstreek

De Vechtstreek is een vanouds om zijn natuurschoon bekende streek, gelegen aan de (Utrechtse) Vecht.

## Ligging
Het gebied behoort tot twee provincies: Utrecht en Noord-Holland.
Het gebied strekt zich uit van de stad Utrecht, langs Oud-Zuilen, Maarssen, Breukelen, Nieuwersluis, Loenen aan de Vecht, Vreeland, Nederhorst den Berg, Nigtevecht en Weesp tot aan Muiden, waar de rivier in het IJmeer stroomt.

## Buitens
De Vechtstreek is in de eerste plaats bekend om de aanwezigheid van de vele landgoederen, kastelen, buitenhuizen, tuinen, theekoepels en andere restanten uit met name de Gouden Eeuw. De buitens zijn een indrukwekkende getuigenis van de welvaart tijdens de zeventiende eeuw, toen de nu zo rustiek slingerende rivier een belangrijke verkeersader vormde zowel als een geliefd woonoord voor de adel.

## Plassen

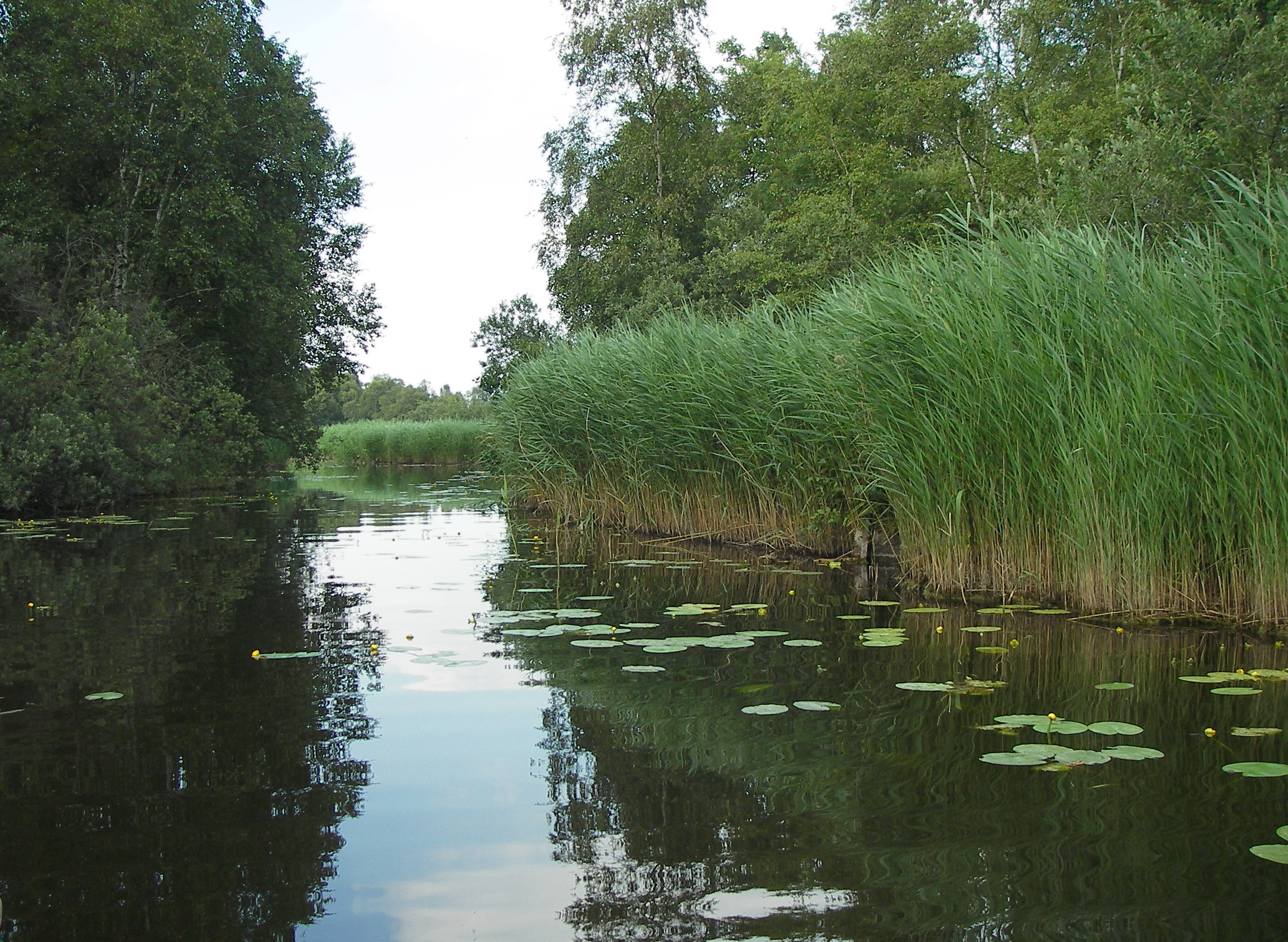
De Botshol, een van de plassengebieden in de Vechtstreek

Op korte afstand aan weerszijden van de rivier strekken zich daarnaast grote, door vervening ontstane natuurgebieden uit, met name het zeer uitgestrekte beschermde natuurgebied Oostelijke Vechtplassen, waarvan bijna 7000 ha is aangewezen als deel van het Europese netwerk van natuurgebieden Natura2000.
Daarbinnen liggen de Loosdrechtse Plassen, een bekend watersportgebied. Ook de Vinkeveense Plassen, aan de westelijke zijde van de Vecht, zijn zeer in trek bij watersportliefhebbers.